# عملية أسوأفياخيم
عملية أُسُوأفياخيم أو حملة أُسُوأفياخيم (بالروسية: Операция Осоавиахим) وتُنطق بالروسية أبيراتسيا أسوأڤياخيم، هي عملية سرية سوفيتية بإشراف الإدارة العسكرية السوفيتية في ألمانيا، وتحت قيادة إيفان سيروف، والتي نُفذَّت بشكل أساسي في ساعات الصباح الباكر من يوم 22 أكتوبر 1946، حيث تم تجميع أكثر من 2.500 خبير ألماني تم اختيارهم من العلماء والمهندسين والفنيين الذين كانوا يعملون في مجالات متخصصة في الشركات والمؤسسات ذات الصلة بالبحوث العسكرية والاقتصادية ضمن منطقة الاحتلال السوفياتي في ألمانيا، والقطاع السوفيتي في برلين الشرقية مع حوالي 4.000 من أفراد عوائلهم وترحيلهم قسراً إلى الاتحاد السوفيتي.:132 
بهذا الإجراء انتهك الاتحاد السوفيتي إعلان مجلس المراقبة رقم 2 (والذي تضمن مطالب إضافية على ألمانيا) في 20 سبتمبر 1945، والذي نص على أن عملية اختيار العمال الألمان الذين يتم إرسالهم للعمل في الخارج مقابل التعويضات، يجب أن تتم من قبل السلطات الألمانية وفقًا لتعليمات ممثلي الحلفاء، وقد احتج ممثل بريطانيا في مجلس مراقبة الحلفاء ضد هذا الانتهاك لقواعد الحلفاء.
هدِف الاتحاد السوفيتي من وراء تنفيذه لحملة أسُوأفياخيم، تأمين نقل المعارف والقدرات العلمية إلى روسيا ووُصفت العملية في روسيا بـ"خبراء أجانب في الاتحاد السوفيتي". وقد أمضى أولئك الخبراء سنوات طويلة بدون عقود عمل رسمية أو وثائق شخصية شرعية. ويشير رمز العملية أسُوْأڤياخيم إلى المنظمة الكبرى السوفيتية آنذاك والمسماة اختصاراً باللغة الروسية أسُوْأڤياخيم OSOAWIACHIM، واسمها الكامل بالروسية (Общество содействия обороне, авиационному и химическому строительству), وتنطق باللاتينية (Obschtschestwo sodeistwija oboronje, awiazionnomu i chimitscheskomu stroitelstwu)، وهي منظمة لتعزيز الدفاع والطيران والكيمياء، والتي جندت الكثير من المدنيين في الجيش الأحمر السوفيتي خلال فترة الحرب العالمية الثانية،:108 والتي تحول اسمها لاحقًا إلى منظمة دوساف(بالروسية: ДОСААФ). ولكن على ما يبدو، فقد استُخدِم وصف العملية بهذا الإسم لأول مرة في 23 أكتوبر 1946 ولكن بشكل خاطئ وهو عملية أوسَّافاكيم (Operation Ossavakim)، وذلك من قبل محطة بث وكالة الأنباء الألمانية (DENA) التابعة لسلطة الاحتلال الأمريكي، وتبنت الاسم أيضًا مجموعة المخابرات المركزية (Central Intelligence Group, CIG) آنذاك، وهي وكالة سابقة لوكالة المخابرات المركزية (سي آي إي) (Central Intelligence Agency, CIA). أيضًا مكتب الخدمات الاستراتيجية (أو إس إس) (Office of Strategic Services, OSS)، وهو أيضا من الوكالات الاستخباراتية الأمريكية الأخرى السابقة لـ سي آي إي، والذي كان يقوم بأعمال المخابرات الأمريكية أثناء الحرب العالمية الثانية، لم يستخدم وصف العملية بهذا الاسم، ولأول مرة، إلا في 13 يناير 1947.

## خلفية تاريخية
مع توقعات قرب نهاية الحرب العالمية الثانية، بدأ الحلفاء من كل الأطراف في التخطيط لكيفية سحب المعرفة والعقول الألمانية. وفي نهاية الحرب، اتفقت القوى المنتصرة على ألمانيا النازية، على أن يكون استخدام العلماء والخبراء الألمان أحد وسائل دفع التعويضات التي ستفرض على ألمانيا عند انتهاء الحرب، وعندها بدأ السباق المحموم لسحب أفضل العقول الألمانية في شتى المجالات، وخاصة الفيزياء النووية لتطوير القنبلة الذرية، تليها تكنولوجيا صاروخ 4 (المسمى سلاح الانتقام   وهو صاروخ فاو 2) والأسلحة الأخرى، ومنصات الدوران للملاحة المستقلة، والتصميمات الحديثة لبناء الطائرات مثل المحركات النفاثة والأجنحة المُجترفة المسماة بالسهام، والأجهزة الإلكترونية وتكنولوجيا الأفلام الملونة والأسلحة الكيماوية وغيرها. كان استقطاب أو خطف العمال المهرة إحدى وسائل ومهام ما سُمى من قبل الاحتلال السوفيتي بلجان الكأس. أما الجانب الأمريكي والبريطاني فكان لديه وسائل أخرى منها ما سُمي بالقوة تي، وهي ذراع العمليات للمهام التي اشترك فيها الجيش الأمريكي والبريطاني، لتأمين أهداف علمية وتقنية صناعية ألمانية قبل أن تدمرها القوات الألمانية المنسحبة أو أن يدمرها اللصوص.
بعد استسلام ألمانيا مباشرة، نُقل الخبراء والوثائق والمختبرات والمواد من مناطق الاحتلال في الجزء الغربي لألمانيا إلى الخارج. ومن بين العمليات التي نُفِّذت، العملية الأمريكية المسماة عملية مشبك الورق Overcast Operation وعملية خطف الفيزيائيين النوويين الألمان من قبل المخابرات البريطانية والأمريكية في إطار ما عُرف بعملية إبسيلون (Operation Epsilon) ونقلهم إلى ما سُمي بالمزرعة البريطانية أو فارم هول British Farm Hall، وهو منزل ريفي إنجليزي يقع بالقرب من قرية جودمانشستر، على بعد 16 كيلومتر تقريباً شمال غرب كامبريدج في مقاطعة كامبريدجشير استخدمته المخابرات البريطانية والأمريكية لتدريب العملاء وعزل العلماء الألمان.
أما في منطقة الاحتلال السوفياتي، فقد أنشأ الاتحاد السوفيتي في البداية عددًا كبيرًا من مكاتب التصميم، على سبيل المثال معهد نوردهاوزن بالقرب من بلايشاروده ومعهد برلين لإعادة بناء الصواريخ الألمانية الموجهة عن بُعد.
بدأت التحضيرات للمهمة، المسماة عملية أوسواكيم في 13 مايو 1946، بموجب القرار رقم 1017-419 الصادر عن مجلس وزراء الاتحاد السوفياتي بشأن «نقل المكاتب الهندسية وحوالي 2.000 متخصص وخبير ألماني بحلول نهاية عام 1946»، حيث كلَّفت وزارة الداخلية الروسية إيفان سيروف، قائد الإدارة العسكرية السوفيتية في ألمانيا، بالبدء في الاستعدادات لتنفيذ العملية بسرية تامة.: 108-110-126 . وقد أراد االسوفيت من وراء تلك العملية، ضمان الوصول الكامل إلى التقنيات الألمانية من خلال نقل المعرفة المتخصصة والقدرات العلمية وتفكيك المرافق والمنشآت الإنتاجية وإعادة تركيبها في الاتحاد السوفيتي، بالإضافة إلى حضر تطوير وتصنيع الأسلحة في ألمانيا وفقًا لاتفاقية بوتسدام في 2 أغسطس 1945.61-80 بمرسوم مجلس وزراء اتحاد الجمهوريات الاشتراكية السوفياتية رقم 1539-686 في 9 يوليو 1946، حدد ستالين يوم 22 أكتوبر 1946 كبداية لأعمال التفكيك.

كانت عملية أسوأفياخيم غير مسبوقة في أبعادها المأساوية والإنسانية، حيث تم في يوم 22 أكتوبر 1946، وفي عملية سرية ومنسقة، تجميع أكثر من 2.500 خبير ألماني تم اختيارهم من العلماء والمهندسين والفنيين الذين كانوا يعملون في مجالات متخصصة في الشركات والمؤسسات ذات الصلة بالبحوث العسكرية والاقتصادية مع حوالي 4.000 من أفراد عوائلهم وترحيلهم قسراً إلى الاتحاد السوفيتي، بالإضافة إلى تفكيك كل المرافق في منطقة الاحتلال السوفياتي في ألمانيا في غضون نصف يوم، وتم إحضار 92 قطار شحن لنقلها. وقد وصف تلك العملية المهندس كورت ماغنوس بالتفصيل، حيث لاحظ قبل أيام من تنفيذ العملية نشاطًا غير عاديًأ من قبل الجيش السوفيتي، وشاهد وصول قطارات الشحن إلى محطة قطار بلايشاروده بشكل متتابع. أحد العلماء في ديساو تمكن من الفرار قبل ساعات. لكنه لم يتمكن من زملائه عبر الهاتف لحثهم على الفرار أو الاختفاء، إذ أغلق السوفيت شبكة الهاتف، كما أوقفت وسائل النقل العام المحلية في ديساو. أحد المصممين الكبار في مصانع زايز Zeiss-Werke، أصيب بنوبة قلبية قاتلة عندما علم أنه سيُنقل بعيدًا وإلى مكان مجهول.

## روابط إنترنت
- Gedenk- und Ehrentafel. Abgerufen am 23. Mai 2017.
- Karl Breuninger: Deutsche Spezialisten in der Sowjetunion (22.10.1946–14.02.1958). Sammlung interessanter Unterlagen aus verschiedenen Quellen. Abgerufen am 20. August 2019.
- Gunther Hebestreit: Vor 70 Jahren: Geheimoperation „OSSAWJAKIM“. nnz-online, 22. Oktober 2016, abgerufen am 12. Mai 2019.
- Marianne Hendrik: Intellektuelle Reparationen. Sendung des DR Kultur, 20. Oktober 2016, abgerufen am 21. Oktober 2016.
- Angelika Lemke, Angi Welz-Rommel: Verschleppt und Vergessen. MDR Kultur, 20. Oktober 2016, abgerufen am 21. Oktober 2016.
- Simone Schlindwein: Deutsche Raketensklaven im Luxus-Gulag. In: Spiegel Online. 28. September 2007, abgerufen am 21. Oktober 2016.